# Breza, Štalenska gora
Breza (nemško Pirk) je naselje v Občini Štalenska gora v Okraju Celovec-dežela na Koroškem v Avstriji.